# Гинтис, Херберт
Херберт Гинтис (англ. Herbert Gintis, 11 февраля 1940, Филадельфия, Пенсильвания — 5 января 2023, Нортгемптон, Массачусетс) — американский экономист и педагог высшей школы.
Стал известен как психолог-бихевиорист, внёс вклад в социобиологию, особенно альтруизм, эпистемическую теорию игр, коэволюцию генной культуры, теорию эффективной заработной платы, сильной взаимности и теорию человеческого капитала. На протяжении всей своей карьеры много сотрудничал с экономистом Самуэлем Боулзом. Их знаковая книга «Обучение в капиталистической Америке» выдержала несколько переизданий на пяти языках с её первой публикации в 1976 году. Книга «Кооперативные виды: человеческая взаимность и её эволюция» была опубликована издательством Princeton University Press в 2011 году.

## Биография
Родился 11 февраля 1940 года в Филадельфии в семье розничного торговца мебелью. Детство прошло в Филадельфии, а затем недалеко от Филадельфии — в Бала Синвид. Гинтис три года учился в Пенсильванском университете, один из которых провёл в Парижском университете, и получил степень бакалавра искусств по математике в 1961 году. Затем он поступил в аспирантуру Гарвардского университета, специализировался также по математике. После получения степени магистра искусств в 1962 году он разочаровался в этой области и, хотя всё ещё числился в Гарварде, стал шить сандалии для магазина на Гарвард-сквер. В это время он стал активно участвовать в студенческих движениях 1960-х годов, в том числе «Студенты за демократическое общество», и всё больше интересовался марксизмом и экономикой. В 1963 году он перевёл программу своей докторской в Гарварде с математики на экономику и в 1969 году защитил докторскую диссертацию на тему «Отчуждение и власть: к радикальной экономике благосостояния». Впоследствии он был принят доцентом в Высшую педагогическую школу Гарварда, а затем занял должность доцента на экономическом факультете Гарварда.
После окончания аспирантуры по экономике Гинтис познакомился с экономистом Самуэлем Боулзом, который вернулся в Гарвард после исследовательской работы в Нигерии. Это стало началом сотрудничества, которое продолжалось на протяжении всей их карьеры. В 1968 году Гинтис и Боулз вместе с Майклом Райхом, Ричардом Эдвардсом, Стивеном Марглином и Патрисией Квик вошли в группу аспирантов и молодых преподавателей Гарварда. Группа проводила семинары для развития своих идей о новой экономике, которая охватывала бы вопросы отчуждения труда, расизма, сексизма и империализма. Многие из их идей были опробованы на занятиях в Гарварде, который они коллективно проводили по теме «Капиталистическая экономика: конфликт и власть». Они также стали членами-учредителями Союза радикальных политических экономистов.
В 1974 году Гинтис, вместе с Боулзом, Стивеном Резником, Ричардом Д. Вольфом и Ричардом Эдвардсом, был принят на работу на экономический факультет Массачусетского университета в Амхерсте в составе «радикального пакета» экономистов. Боулз и Гинтис опубликовали свою знаковую книгу «Школьное образование в капиталистической Америке» (Schooling in Capitalist America) в 1976 году. Их вторая совместная книга, «Демократия и капитализм» (Democracy and Capitalism), опубликованная десять лет спустя, представляла собой критику как либерализма, так и ортодоксального марксизма, а также излагала их видение «постлиберальной демократии». Их книга «Кооперативный вид» (A Cooperative Species) была опубликована в 2011 году. Как и книга Гинтиса «Границы разума» (The Bounds of Reason) 2009 года, она отражает растущее с 1990-х годов внимание к объединению экономической теории с социобиологией и другими поведенческими науками.
Гинтис ушёл из Массачусетского университета в Амхерсте в звании почётного профессора в 2003 году. В 2014 году он был приглашённым профессором на экономическом факультете Центрально-Европейского университета, где преподавал с 2005 года, а также приглашённым профессором в Сиенском университете с 1989 года. С 2001 года сотрудничал в Институте Санта-Фе.
Умер 5 января 2023 года на 83 году жизни. Похоронен на кладбище Уайлдвуд в Амхерсте. У него остались жена Марси (урождённая Грислер) и их сын Дэниел.